# Alumniportal Deutschland
Alumniportal Deutschland est un site à but non lucratif destiné aux anciens boursiers de la République Fédérale d’Allemagne, les Alumni. Cette plateforme peut être utilisée à des fins professionnelles ou personnelles. Les anciens boursiers représentent une grande communauté d’étudiants ayant étudié, fait des recherches, travaillé, bénéficié d’une formation professionnelle ou continue, suivi un cours de langue ou effectué un voyage de visite en Allemagne. L’utilisation et l’accès au portail sont entièrement gratuits.
Le projet de coopération est soutenu par cinq organisations allemandes qui œuvrent dans le domaine de la coopération internationale. Le portail est financé par le Ministère fédéral de la Coopération Économique et du Développement (BMZ).

## Tâches/Objectifs
Le réseau Alumniportal Deutschland comporte deux grandes rubriques qui elles-mêmes se composent en différentes petites sous-rubriques. Une première rubrique dénommée Communauté et une seconde Infothek.
L’accès à la communauté n’est possible qu’après s’être enregistré sur le portail, c’est-à-dire posséder un nom d’utilisateur et un mot de passe. Une fois cette étape franchie les anciens bousiers sont mis en réseau avec la grande famille des Alumni à travers le monde. Ceux-ci restent ainsi en contact avec l’Allemagne une fois leur formation ou leurs études achevées et qu’ils sont rentrés chez eux. Le portail permet aux anciens boursiers de conserver le contact avec des anciens collègues et de nouer de nouveaux liens avec d’autres anciens boursiers à travers le monde entier. L’objectif du portail est par ailleurs d’établir un lien fort entre les anciens boursiers et des organismes allemands et internationaux.
Au-delà de l’aspect communautaire le portail propose une panoplie de services  qui s’inscrivent dans la rubrique Infothek. Dans cette rubrique les anciens boursiers ont aussi bien la possibilité de consulter la bourse de travail, que de s’informer sur des possibilités d’embauches. Ils peuvent en outre avoir accès à des informations relatives à des formations continues, à la tenue de  manifestations à travers le monde. La rubrique Infothek est également riche d’une partie éditoriale qui traite de sujets aussi variés qu’actuels. Ainsi on peut aisément lire des articles sur des sujets sur la société, sur l’éducation, sur la recherche scientifique ou sur l’économie. On peut même y trouver un espace consacré à la l’apprentissage de la langue allemande.
Le réseau Alumniportal  Deutschland est ouvert à tous les anciens étudiants indépendamment du fait qu’ils aient reçu une bourse d’un organisme allemand ou qu’ils aient financé eux-mêmes leur séjour.
Grâce à ce vaste réseau de contacts, les organismes  Alumni peuvent mieux coordonner et optimiser  leurs prestations. Par ailleurs, le portail se donne pour objectifs de rendre visible le potentiel des anciens boursiers en les rapprochant aux organismes de coopération économiques. Aussi bien les Alumni que les entreprises trouvent sur le portail des collaborateurs, des experts ou des partenaires dans le cadre d’une collaboration.

## Historique
La collaboration avec les Alumni, c'est-à-dire avec des diplômés ayant achevé une formation professionnelle ou une formation continue se fait en général exclusivement au sein des différents organismes de financement. On estime que 80 % des diplômés étrangers, c'est-à-dire environ 14 000 personnes par an ont eux-mêmes financé leurs études ou leur séjour en Allemagne. Ce groupe d’anciens étudiants constitue ceux qu’on appelle les free movers. Nouer des contacts avec cette catégorie d’Alumni nécessite jusqu’à présent beaucoup d’effort de recherches et reste une tâche bien ardue.
C’est une de ces raisons qui a inspiré la création du réseau virtuel Alumniportail Deutschland. C’est jusqu’à ce jour le seul réseau qui réunit tous ceux ayant étudié ou ayant été formés en Allemagne et qui met en exergue le potentiel et les compétences des Alumni au profit des Alumni eux-mêmes et au profit des instituions ayant financé la bourse et surtout au profit de tous organismes, entreprises allemands qui à travers le monde sont à la recherche de partenaires et de collaborateurs qualifiés.
Actuellement le portail compte plus de 50 000 utilisateurs provenant de 184 pays (Statique juillet 2012).

## Présentation
Au cœur du portail se trouve l’espace communautaire en ligne, la Community. Pour y accéder un enregistrement gratuit préalable est requis. Les Alumni peuvent tisser et consolider dans cette communauté sociale virtuelle les échanges entre eux et avec des organismes, des entreprises. Dans cet espace la possibilité est également offerte de publier des Blogs.
La rubrique Infothek, dont l’accès est libre, offre aux  anciens boursiers une panoplie de services et de thèmes riches pouvant susciter un dynamisme de communication dans l’espace communautaire. À cela s’ajoute une possibilité de consulter une bourse internationale de travail, un calendrier de manifestation, des offres ayant trait à la langue allemande, des offres de formations dans différents domaines spécialisés et des articles consacrés entre autres au domaine de l’économie, de la science, de la recherche scientifique et de la culture.
Les organismes et les entreprises ont la possibilité d’enrichir la bourse de travail avec des offres d’emplois et peuvent en outre recruter sur place du personnel dans la banque des candidats experts, ils peuvent enfin publier leurs manifestations ou trouver des partenaires ou encore recourir à l’expertise d’un expert.
Le portail est rédigé en langue allemande et en langue anglaise. Cependant la communication au sein de la communauté est laissée au choix des utilisateurs.

## Promoteurs et partenaires
Le réseau Alumniportal Deutschland est le produit de plusieurs organismes interdisciplinaires. Le projet est soutenu par les cinq organismes internationaux de la coopération suivants :
- Fondation Alexander von Humboldt (AvH)
- Centre pour le Développement et la Migration Internationale (de) (CIM)
- Deutsche Gesellschaft für Internationale Zusammenarbeit (La Société Allemande pour la Coopération Internationale) (GIZ)
- Deutscher Akademischer Austauschdienst (DAAD)
- Goethe-Institut (GI)

Plus de dix „partenaires stratégiques“ soutiennent ce projet de coopération. Il s’agit entre autres du Ministère des Affaires Étrangères, du Ministère Fédéral pour l’Éducation et la Recherche et de diverses fondations à caractère politique telles que la Fondation Friedrich Ebert, la Fondation Konrad Adenauer et la Fondation Heinrich Böll.